# Parmops
Parmops is een geslacht van straalvinnige vissen uit de familie van lantaarnvissen (Anomalopidae).

## Soorten
- Parmops coruscans Rosenblatt & Johnson, 1991
- Parmops echinatus Johnson, Seeto & Rosenblatt, 2001